# Llista d'alcaldes de la Baronia de Rialb

Bandera de la Baronia de Rialb

Aquesta és la llista cronològica dels alcaldes de la Baronia de Rialb (Lleida), que han estat al capdavant del consistori municipal.
| Alcalde                         | Període    |
| ------------------------------- | ---------- |
| Antoni Marsol i Simó            | 1923-1927  |
| Jaume Solé i Cirera             | 1927-1930  |
| Ramon Feliu i Codina            | 1930-1931  |
| Pere Fontanet i Fons            | 1931-1933  |
| Josep Solé i Ribera             | 1933-1935  |
| Josep Ros i Raichs (ERC)        | 1935-1939  |
| Joan Estany i Caminal           | 1940-1944  |
| Pere Vilella i Gabriel          | 1944-1947  |
| Josep Vila i Riba               | 1947-1951  |
| Joan Estany i Caminal           | 1951-1953  |
| Francesc Boncompte i Alsedà     | 1953-1957  |
| Raimund Marsol i Roca           | 1957       |
| Llorenç Solans i Martisella     | 1957-1972  |
| Antoni Marsol i Pujol           | 1972-1979  |
| Josep Serra i Bosch (UCD)       | 1979-1983  |
| Josep Serra i Bosch (CiU)       | 1983-1987  |
| Josep Serra i Bosch (CiU)       | 1987-1991  |
| Miquel Gabernet i Bernaus (CiU) | 1991-1992  |
| Pere Prat i Torra (CiU)         | 1992-1995  |
| Pere Prat i Torra (CiU)         | 1995-1999  |
| Pere Prat i Torra (CiU)         | 1999-2003  |
| Pere Prat i Torra (CiU)         | 2003-2007  |
| Pere Prat i Torra (CiU)         | 2007- 2011 |
| Pere Prat i Torra (CiU)         | 2011- 2015 |
| Antoni Reig Torné (CiU)         | 2015- 2019 |
| Antoni Reig Torné (JxCat)       | 2019- 2023 |